# Vincent Aviation
Vincent Aviation — небольшая коммерческая авиакомпания со штаб-квартирой в Веллингтоне (Новая Зеландия), работающая в сфере грузовых и чартерных авиаперевозок в Австралии и Новой Зеландии. Основана в 1992 году бизнесменом Питером Винсентом.
Главными транзитными узлами (хабами) авиакомпании являются международный аэропорт Веллингтон и международный аэропорт Дарвин.

## Операционная деятельность
Авиакомпания Vincent Aviation работает главным образом на рынке чартерных авиаперевозок, а также обслуживает регулярные пассажирские маршруты в Австралии из международного аэропорта Дарвин в Грут-Айленд, Теннант-Крик и Кэрнс. Компания также предоставляет услуги по чартерным перевозкам в Японии, Малайзии и Индонезии.
В Новой Зеландии у Vincent Aviation заключен ряд контрактов с корпоративными клиентами, а также со спортивными клубами, включая контракт на обеспечение перевозок новозеландских команд на матчи по игре в регби.
С июля 2011 года Vincent Aviation начала регулярные пассажирские перевозки между Дарвином и Дили, рейсы выполняются ежедневно по рабочим дням.
Авиакомпания использует два идентификатора ИАТА: «ZK» — для самолётов, зарегистрированных в Новой Зеландии, и «VH» — для самолётов с австралийской регистрацией.

## Флот

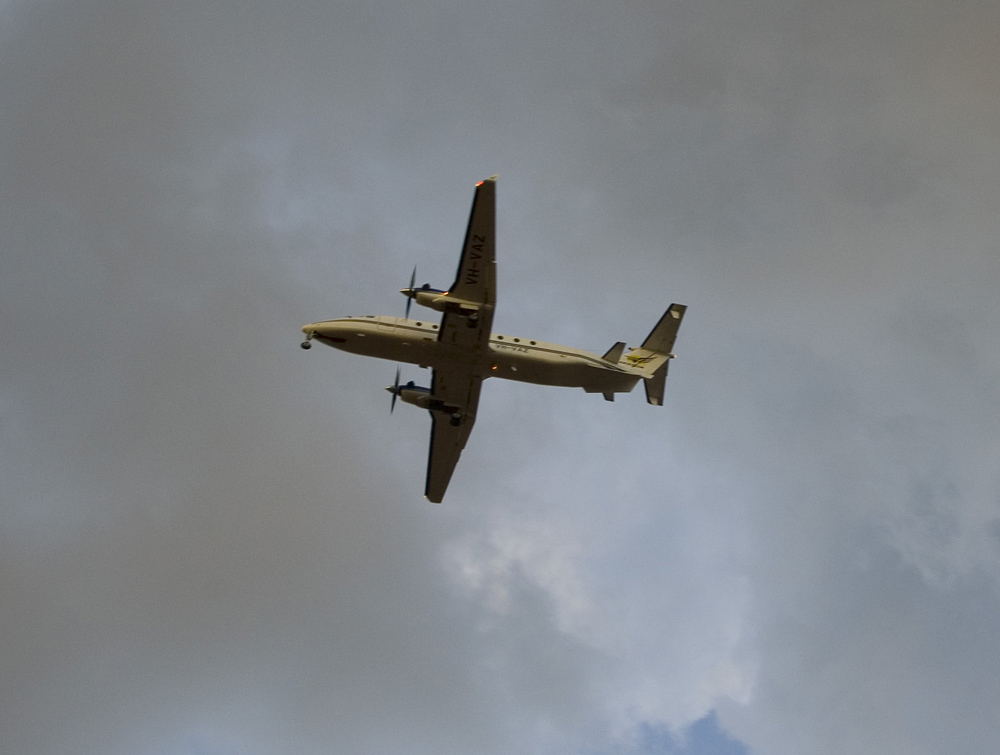
Самолёт авиакомпании Vincent Aviation в заходе на посадку в международном аэропорту Дарвин

В мае 2011 года воздушный флот авиакомпании Vincent Aviation составляли следующие самолёты:
Флот авиакомпании, базирующийся в Новой Зеландии
Флот авиакомпании, базирующийся в Дарвине